# تسوبو

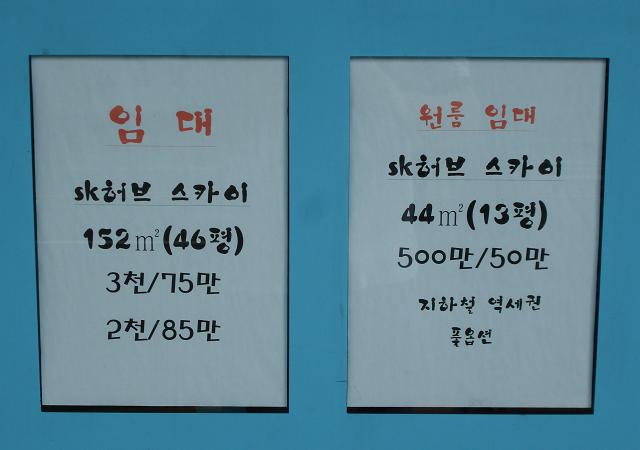
یک لیست املاک که در آن مساحت چند خانه با واحدهای متر مربع و تسوبو مشخص شده است.

تسوبو (به ژاپنی: 坪)) در واحدهای اندازه‌گیری ژاپنی برابر است با 3.306 m2. در ژاپن، اندازه‌گیری معمول فضای طبقه املاک و مستغلات تاتامی است و تسوبو به عنوان دو تاتامی حساب می‌شود. تاتامی در مناطق مختلف متفاوت است اما استاندارد مدرن معمولاً تاتامی ناگویا با مساحت ۱٫۶۵۳ مترمربع است و یک تسوبو به میزان ۳٫۳۰۶ مترمربع است.